# 남매는 단둘이다
"남매는 단둘이다"는 1971년 공개된 대한민국의 영화이다.

## 배역
- 윤정희
- 김희라
- 오유경
- 이순재
- 문오장
- 최성호
- 최삼
- 김웅
- 조덕성
- 추봉
- 임성포
- 박일
- 김민수
- 유판웅
- 남충일
- 김철